# Reckless Love
Reckless Love ist eine 2001 in Kuopio gegründete finnische Glam-Metal-Band.

## Geschichte
Die Band begann ihre Karriere mit dem Namen Reckless Life, unter welchem sie zunächst Cover von Guns n’ Roses spielten. Nachdem sie damit keine Erfolge aufweisen konnten, begannen sie ihre eigenen Songs zu schreiben und gewannen mit diesen schließlich den Kuopio Bandwettbewerb 2004.
Im Rahmen des „Kuopio Popcity“-Projekts 2005 ging Reckless Love zusammen mit Rainbow Crash, Svat und den Sideshow Zombies auf die Scandinavian Tour, welche sich auch über Schweden, Norwegen und Dänemark erstreckte.
2007 verließ Olli Herman (auch als H. Olliver Twisted bekannt, bürgerlich Olli Herman Kosunen, * 19. Mai 1983) die Band, um als Sänger der schwedischen Hair-Metal-Band Crashdïet tätig zu sein, da deren Sänger (Dave Lepard) im Januar 2006 Suizid begangen hatte. Eineinhalb Jahre später kehrte Olli Herman wieder zu Reckless Love zurück. Im Januar 2009 wurde auf der Website von Reckless Love bekannt gegeben, dass Schlagzeuger Mike Harley die Band verlassen würde. Kaum eine Woche später wurde mit Hessu Maxx Ersatz gefunden.
Der Musikstil der Band hatte im Lauf der Jahre eine starke Veränderung durchgemacht, was ihr schließlich am 23. April 2009 einen Plattenvertrag bei Universal Music einbrachte. Am 9. Juli 2009 veröffentlichte Reckless Love die erste Single One more Time. Im August erreichte sie in den Playlist-Charts des finnischen Musik-Radiosenders YleX Platz 2. Die zweite Single Beautiful Bomb, die am 15. Oktober 2009 erschien, erreichte Platz 4. Zu dieser Single drehte die Band zusätzlich ein Musikvideo, dessen Premiere am 10. Dezember 2009 beim finnischen TV-Sender MTV3 war. Am 20. Februar 2010 wurde die dritte Single Romance veröffentlicht, die ebenfalls ein Musikvideo erhielt. Vier Tage später erschien das Debütalbum Reckless Love, das neben Finnland auch in den baltischen Staaten, Belgien und dem UK erhältlich ist. In Japan soll es ab Juli 2010 erhältlich sein. Eine Veröffentlichung am deutschen und schwedischen Markt wird noch diskutiert. In Finnland stieg das Album auf Platz 13 in die offiziellen Landescharts ein.
Am 5. Oktober 2011 wurde ihr Zweitwerk "Animal Attraction" veröffentlicht. Mittlerweile wurden drei Singles ("Hot", "Animal Attraction" und "On The Radio") aus diesem Album ausgekoppelt, wobei das Musikvideo zu "Animal Attraction" besondere Aufmerksamkeit erregte, da Olli Herman dort mit seiner Verlobten Noora Niemelä zu sehen ist. 2013 erschien dann ihr aktuelles Album "Spirit". "Night On Fire", sowie "So Happy I Could Die" wurden als Singles ausgekoppelt.

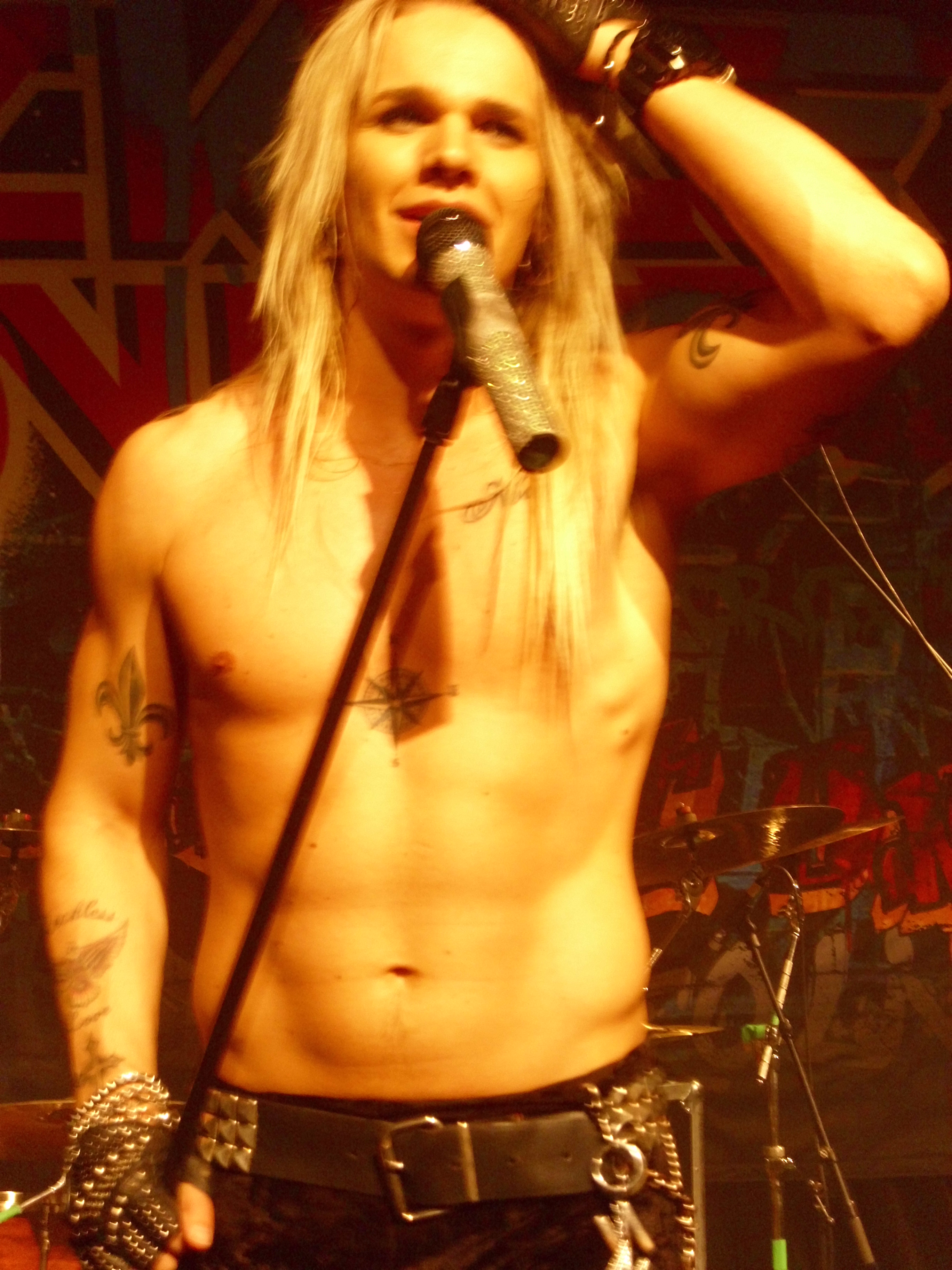
Live in München (2014)
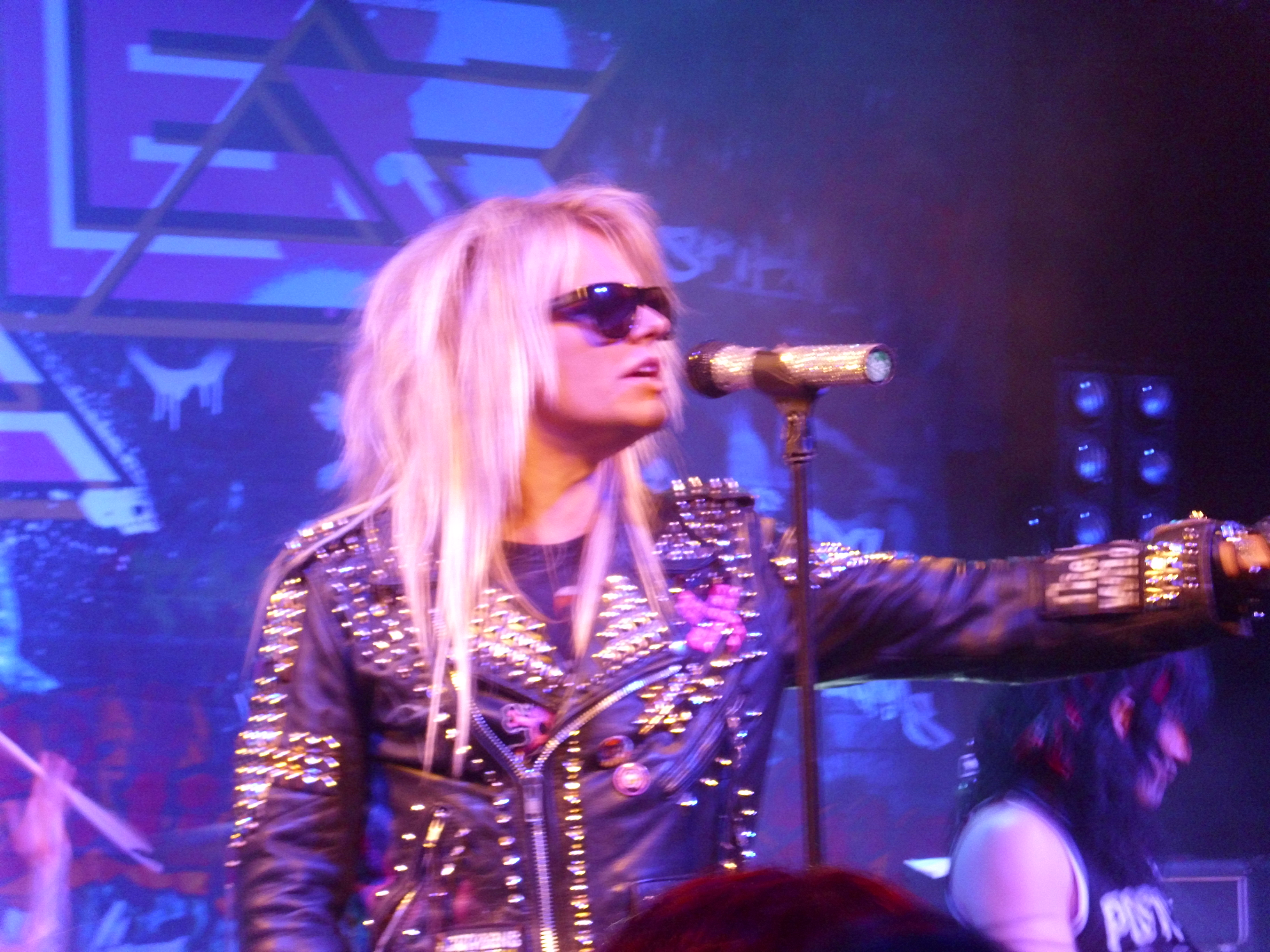
Live in München (2014)

## Diskografie
Alben
- 2010: Reckless Love
- 2011: Animal Attraction
- 2013: Spirit
- 2016: Invader
- 2022: Turborider

Singles / EPs
- 2004: So Yeah!!
- 2005: TKO
- 2005: Light But Heavy (Popcity)
- 2006: Speed Princess
- 2009: One More Time
- 2009: Beautiful Bomb
- 2010: Romance
- 2010: Badass/Get Electric
- 2011: Hot (Download-Single)
- 2012: On the Radio
- 2013: Night On Fire
- 2013: So Happy I Could Die
- 2015: Keep It Up All Night
- 2016: Monster
- 2020: Loaded
- 2021: Outrun
- 2021: Eyes Of A Maniac
- 2022: Turborider